# University College Cork
University College Cork (iriska: Coláiste na hOllscoile) är ett universitet i republiken Irland, i staden Cork.
Lärosätet är ett av de främsta i Irland. Det rankas som det näst bästa i Irland, efter Trinity College Dublin. Det rankas även som ett av de 351–400 främsta lärosätena i världen i Times Higher Educations ranking av världens främsta lärosäten 2018.